# Menneskejægere
Menneskejægere è un cortometraggio muto del 1912 scritto da Johannes Pedersen. Non si conosce il nome del regista del film che in italiano si può tradurre cacciatori di uomini.

## Produzione
Il film fu prodotto dalla Fotorama.

## Distribuzione
Distribuito dalla Fotorama, il film uscì nelle sale cinematografiche danesi presentato in prima il 6 maggio 1912 al Biograf-Teatret di Aarhus.